# The Kolors
The Kolors – włoski zespół muzyczny założony w 2009 i wykonujący muzykę pop-rockową i funk rockową.

## Historia
Zespół założyli w 2009 wokalista Stash Fiordispino, perkusista Alex Fiordispino i basista Alessandro Tammaro. W 2010 zaczęli grać koncerty w klubie „Le Scimmie” w Mediolanie. W 2011 dołączył do nich Daniele Mona, który gra na syntezatorach, gitarze basowej i instrumentach perkusyjnych, a w następnym roku skład opuścił Alessandro Tammaro. W 2014 wydali swój debiutancki album pt. I Want.
W 2015 zwyciężyli w finale telewizyjnego talent show Amici di Maria De Filippi z trenerką Elisa Toffoli, a następnie wydali album pt. Out, z którym dotarli do pierwszego miejsca na liście sprzedaży we Włoszech i za którego sprzedaż odebrali certyfikat poczwórnej platynowej płyty. Wydawnictwo promowali przebojem „Everytime”, z którym zajęli szóste miejsce na liście przebojów we Włoszech. W 2017 wydali album pt. You, z którym zadebiutowali na czwartym miejscu na liście sprzedaży we Włoszech.
W 2018 wzięli udział w 68. Festiwalu Piosenki Włoskiej w San Remo ze swoim pierwszym włoskojęzycznym singlem – „Frida (mai, mai, mai)”, z którym dotarli do 10. miejsca na krajowej liście przebojów. W 2019 premierę miał singiel „Pensare male”, który nagrali z piosenkarką Elodie. W 2021 wydali album kompilacyjny pt. Singles, którą promowali premierowym utworem „Cabriolet Panama”. W 2022 z zespołu odszedł Daniele Mona.
W 2023 nowym basistą grupy został Dario Iaculli. Muzycy w nowym składzie podpisali kontrakt z wytwórnią Warner Music Italy, po czym wydali singiel „Italodisco”, z którym dotarli m.in. do pierwszego miejsca na liście przebojów we Włoszech i Polsce. W lutym 2024 z utworem „Un ragazzo una ragazza” wzięli udział w 74. FPW w San Remo. Do utworu nakręcili teledysk, w którym główną rolę zagrała Blanka Stajkow. W lutym 2025 wzięli udział w 75. FPW w San Remo z piosenką "Tu con chi fai l'amore"
.

## Dyskografia
Albumy studyjne
- I Want (2014)
- Out (2015)
- You (2017)

Albumy kompilacyjne
- Singles (2021)